# 바바라 리스코프
바바라 리스코프(Barbara Liskov, 1939년 11월 7일 ~ , 본명: 바바라 제인 허버먼/Barbara Jane Huberman)는 프로그래밍 언어와 분산 컴퓨팅에 선구적인 기여를 한 미국의 컴퓨터 과학자이다. 데이터 추상화의 본질을 기술하는 리스코프 치환 원칙을 개발하였으며 인 타입 이론과 객체 지향 프로그래밍에 사용된다. 이 노고는 2008년 튜링상을 통해 인식되었다.
리스코프는 미국 컴퓨터 과학의 박사 학위를 받은 최초의 여성들 가운데 한 명이다. 현재 매사추세츠 공과대학교의 교수로 재임하고 있다.